# 热巧克力
熱巧克力（又称“热可可”）是一种将可可粉或融化后的巧克力与熱牛奶或水混合制成的热饮，通常配以食糖等甜味剂，并在顶层铺上奶油或棉花糖。融化后的巧克力制作的热巧克力有时也被称为饮用巧克力，拥有更低的甜度和更醇厚的口感。
最早的巧克力饮料由玛雅人于2500至3000年前发明，它也曾是公元15世纪阿兹特克文化的重要组成部分，阿兹特克人将其称为“xocōlātl”。在地理大发现后，这种饮料由墨西哥引进至欧洲并流行开来，自那时起它经历了多次变化。19世紀，熱巧克力甚至被用於治療肝病、胃病等疾病。
世界各地的人们皆有饮用热巧克力的习惯，这种饮料也产生了多种变种，例如拉丁美洲添加了香料的、意大利醇厚的以及西班牙浓稠的等。成品热巧克力可以在咖啡店中购买到，而在家中自制热巧克力，只需将预先混合的热巧克力粉加入热水或热牛奶中即可。

## 歷史

### 起源
通常认为巧克力（英語：drinking chocolate）这一名称来源于纳瓦特尔语“xocōlātl”（国际音标：/ʃo.ko.latɬ/）一词，其中“xococ”解作“苦”，“atl”解作“水”，而“x”不规则变化为“ch”。

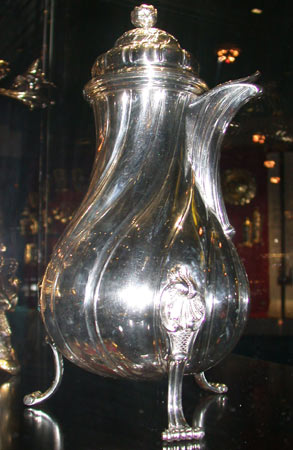
银质巧克力壶，法国，1779。藏于英国伦敦维多利亚和阿尔伯特博物馆。

考古学家发现，玛雅人最早于公元前500年开始饮用巧克力，甚至有推断表明，巧克力在玛雅人之前已经存在。玛雅人将可可豆研磨成酱，并与水、粗玉米粉、辣椒以及其他原料混合，随后将这种混合物在杯子和壶之间来回倾倒，直至形成厚实的泡沫，制成这种巧克力冷饮。各种社会阶层的玛雅人都可以享用巧克力，但富人会用陪葬品中发现的一种“大壶嘴容器”来饮用。在危地马拉里奥阿苏尔一座玛雅古典时期前期（公元460至480年）的墓葬遗址中，发现容器表面存在着代表可可的玛雅文字（或浮雕），它们内部含有巧克力饮料的残渣。
由于糖尚未传播至美洲，故最初xocōlātl指代一种后天味觉。后来西班牙人所称的xocōlātl则是一种基于巧克力、添加香荚兰等香料的冷饮。与现代的热巧克力相反，这种饮料味辣且苦。至于何时、由谁将xocōlātl变为热饮，各种来源的说法彼此矛盾。16世纪晚期曾居住于秘鲁及墨西哥的西班牙帝国耶稣会会士何塞·德·阿科斯塔描述道：
对那些不习惯饮用这种饮料的人来说，它很令人讨厌，有一种味道很不好的浮渣或泡沫。但这种饮料却很受印第安人重视，他们用它招待途径印第安的贵族。西班牙人无论男女都渴望拥有巧克力，在那个国度已司空见惯。他们说，他们会制作各种种类的巧克力，热的、冷的、温的，在其中放入许多“辣椒”；他们将它制作成酱，并说这种酱对胃好、可以治疗粘膜炎。
在中美洲，许多饮料都用可可豆制成，并加入香荚兰等香料增添风味。这种做法是对阿兹特克致敬。阿兹特克（又称“墨西加”）曾要求被征服的人民提供巧克力，门多萨手抄本中列出了他们所需的杯具、瓜果、可可豆等物品。可可甚至成为了中美洲的一种通货。阿兹特克人仅有上流阶层能饮用巧克力，底层阶层的平民饮用巧克力被视为一种凶兆。1502年，哥伦布第四次航行中，首次出现了欧洲人与巧克力接触的记录。

### 引进欧洲
西班牙殖民者埃尔南·科尔特斯击败蒙特苏马二世的军队并迫使阿兹特克贵族进贡财宝后，1528年，他帶著可可豆和製造巧克力飲料的设备返回西班牙。此时，巧克力仍然只用于制作玛雅人发明的苦味饮料。甜的热巧克力和巧克力棒仍未被发明。巧克力被引进欧洲后渐渐受到欢迎。国王查理五世的宫廷很快接受了它，令其成为西班牙上层社会的流行饮料。此外，可可还被西班牙王室当作嫁妆带到欧洲其他地方。但当时可可豆只在南美洲种植，因此巧克力在欧洲依然十分昂贵。
17世纪，甜的热巧克力诞生了，变为欧洲贵族的一种奢侈品。甚至在1657年，第一间巧克力屋（类似于现代咖啡店的一种商店）开业时，巧克力仍然十分昂贵，每磅价值50至75便士（约等于2016年的45至65英镑）。这时，热巧克力通常需添加香料以增添风味，例如一种较出名的做法是向热巧克力中“加入新鲜茉莉花、琥珀、麝香、香荚兰以及龙涎香”。17世纪末，伦敦皇家内科医学院院长汉斯·斯隆访问了牙买加。他在那里品尝了巧克力并认为它“令人作呕”，但他随后发现巧克力与牛奶混合后会变得比较可口，于是将配方带回了英国，从此欧洲就有了牛奶巧克力。巧克力饮料的贵族血统令可可树获得了它的学名——Theobroma cacao，意为“诸神的饮料”。
西班牙人使用瓷质茶盏替代了原住民使用的空心葫芦。此外，为了创造一种属于自己的新式巧克力，他们还改进了原有配方，添加肉桂、黑胡椒、茴芹、芝麻等香料，试图重现那些无法轻易获得的原始香料的风味。黑胡椒用来代替辣椒、糙葉胡椒，肉桂用来代替垂花舟瓣花，糖则代替蜂蜜。
1828年，荷兰化学家昆拉德·约翰内斯发明了世界上第一台可可粉机。它将可可豆中的可可脂挤压分离，留下的便是纯可可粉。这种粉末与现代即食可可粉类似，更容易和温牛奶或水混合。因此，同一时间也诞生了另一个重要的发明——固态巧克力，使用可可粉和少量可可脂便能生产出巧克力棒。1847年，第一根巧克力棒诞生。可可粉机的出现降低了可可和可可粉的价格，促使人们在世界各地的热带雨林中建造了许多可可农场。“巧克力”成了后来流行的固态巧克力的简称，而液态的巧克力饮料就使用“热巧克力”一词加以区别。

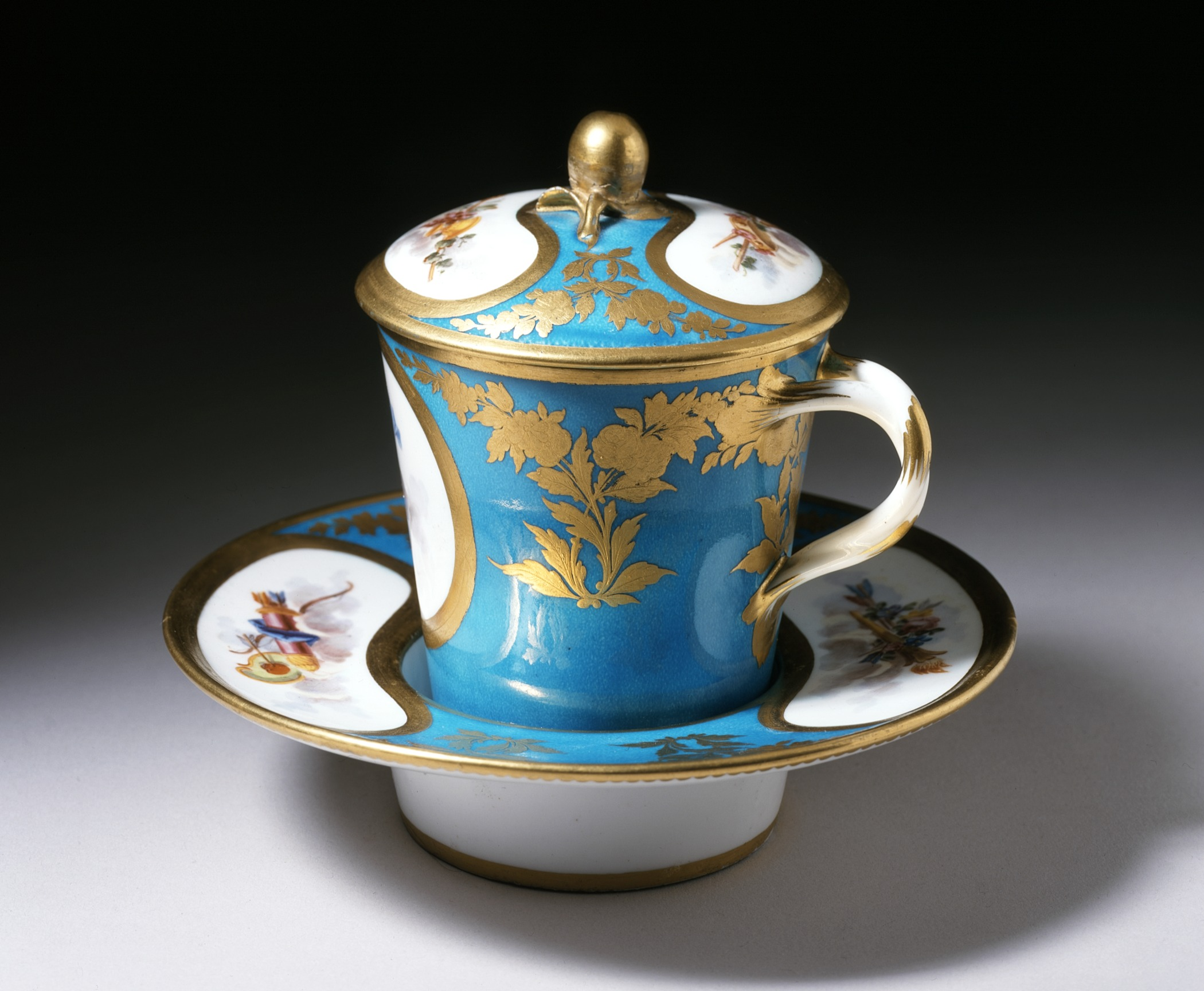
1776年，塞夫尔生产的杯碟套装“颤杯（英语：Trembleuse）”，用于饮用热巧克力。
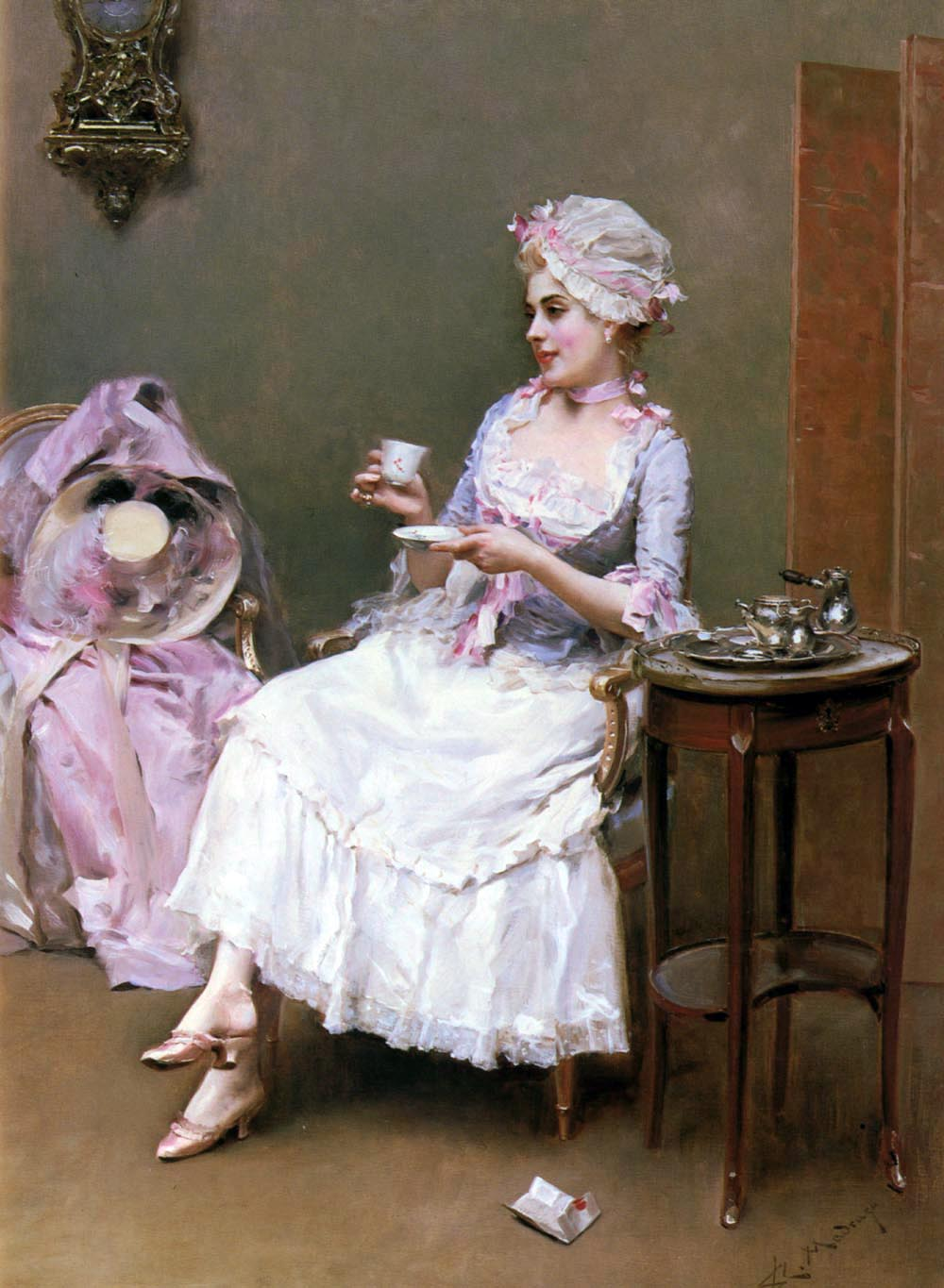
雷蒙多·马德拉佐（英语：Raimundo de Madrazo y Garreta）所绘油画中，艾琳·玛松正在饮用巧克力。
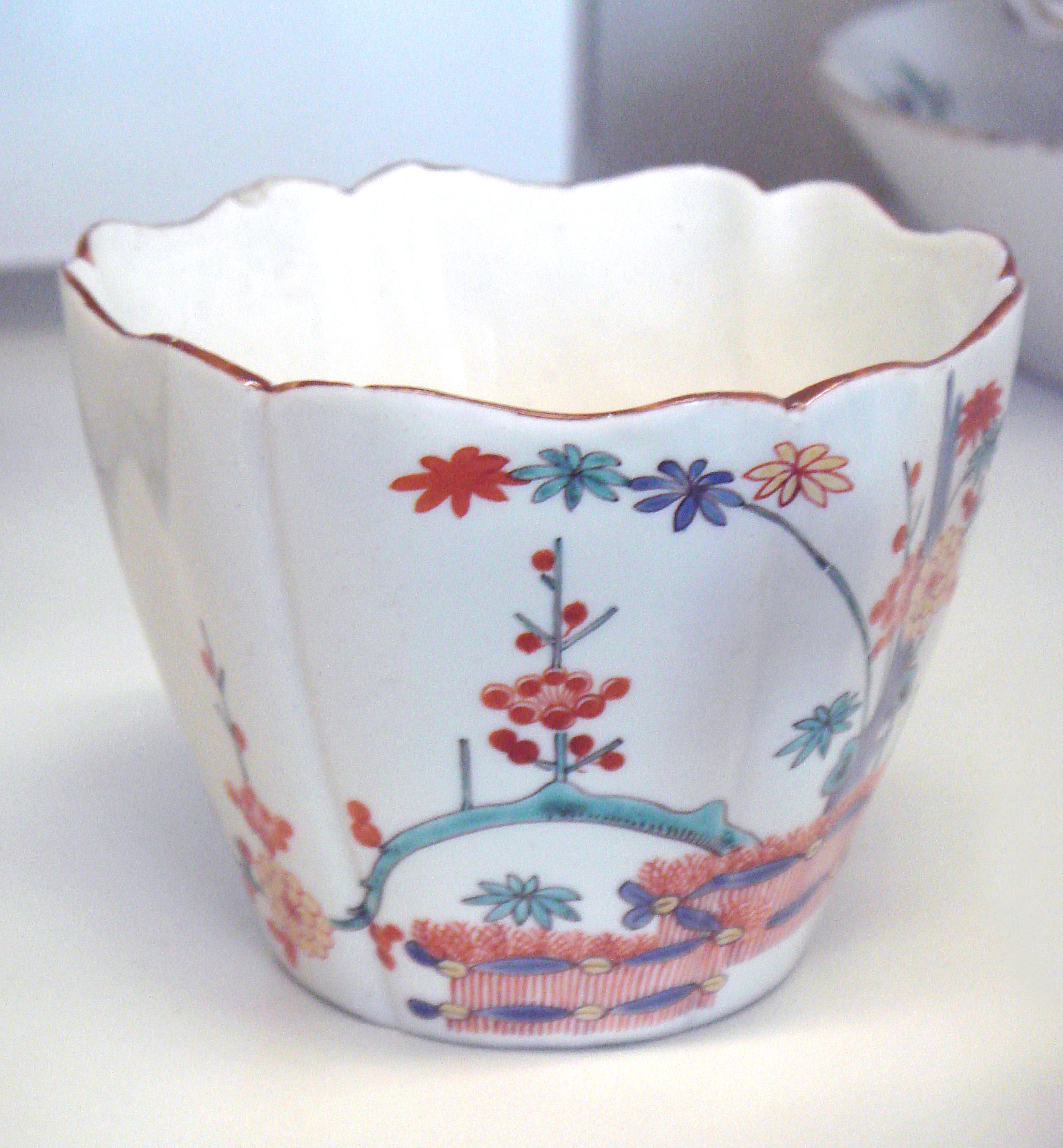
18世纪，巧克力杯，尚蒂利瓷器（英语：Chantilly porcelain）。

## 与热可可的区别
人们通常认为热巧克力和热可可是同一种饮品，但也有部分观点认为，热巧克力和热可可之间存在区别。热可可使用去除可可脂的磨制可可豆制成，而热巧克力可直接由巧克力棒制成，巧克力棒中则包含可可、糖以及可可脂。两者的主要区别在于可可脂。去除可可脂的热可可脂肪含量显著比热巧克力低，同时仍保留巧克力中所有的抗氧化剂。
制作热巧克力可以将黑巧克力或牛奶巧克力切成小块加入牛奶中，并添加食糖。而美式即食热可可粉通常包含奶粉等原料，所以无需添加牛奶亦可制作。在英国，“热巧克力”是一种甜的巧克力饮料，液体为热牛奶或水，而粉末为巧克力、糖和奶粉。“可可”则是一种类似的饮料，但仅包含热牛奶和可可粉，可以添加食糖增甜，也可不添加糖直接饮用。

## 各地制作方法
今天，人们认为热巧克力、热可可等饮料是疗癒美食，世界各地皆饮用这些饮料。欧洲的热巧克力相对更浓郁，而美国的速食热巧克力则较稀。热巧克力不是一种茶，但尼日利亚人认为早晨饮用的饮料都是“茶”，因此将热巧克力归为“茶”。许多地区皆有独特的配料，例如棉花糖、奶油和芝士。

### 欧洲

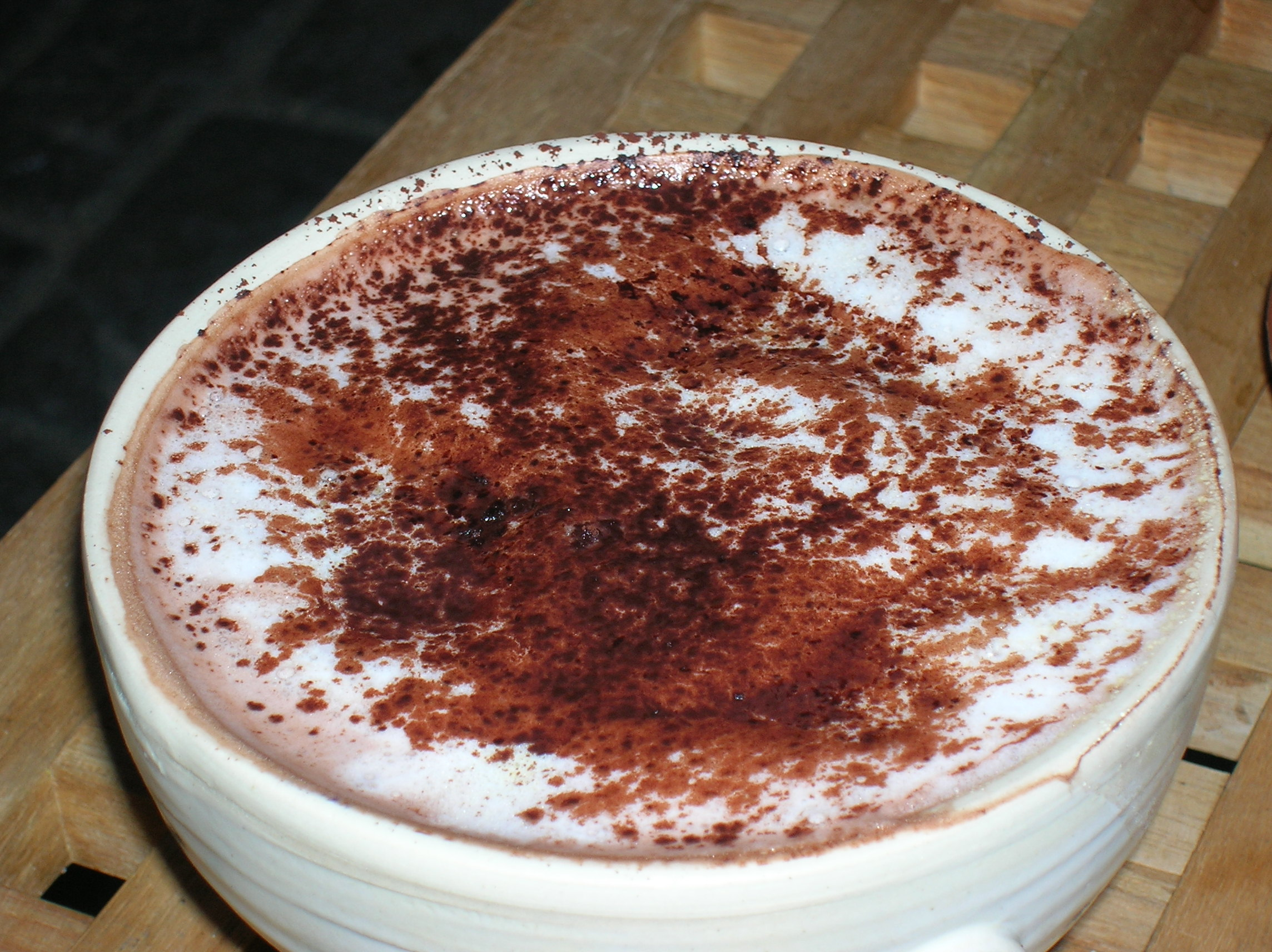
荷兰的热巧克力被称为“warme chocolademelk”。

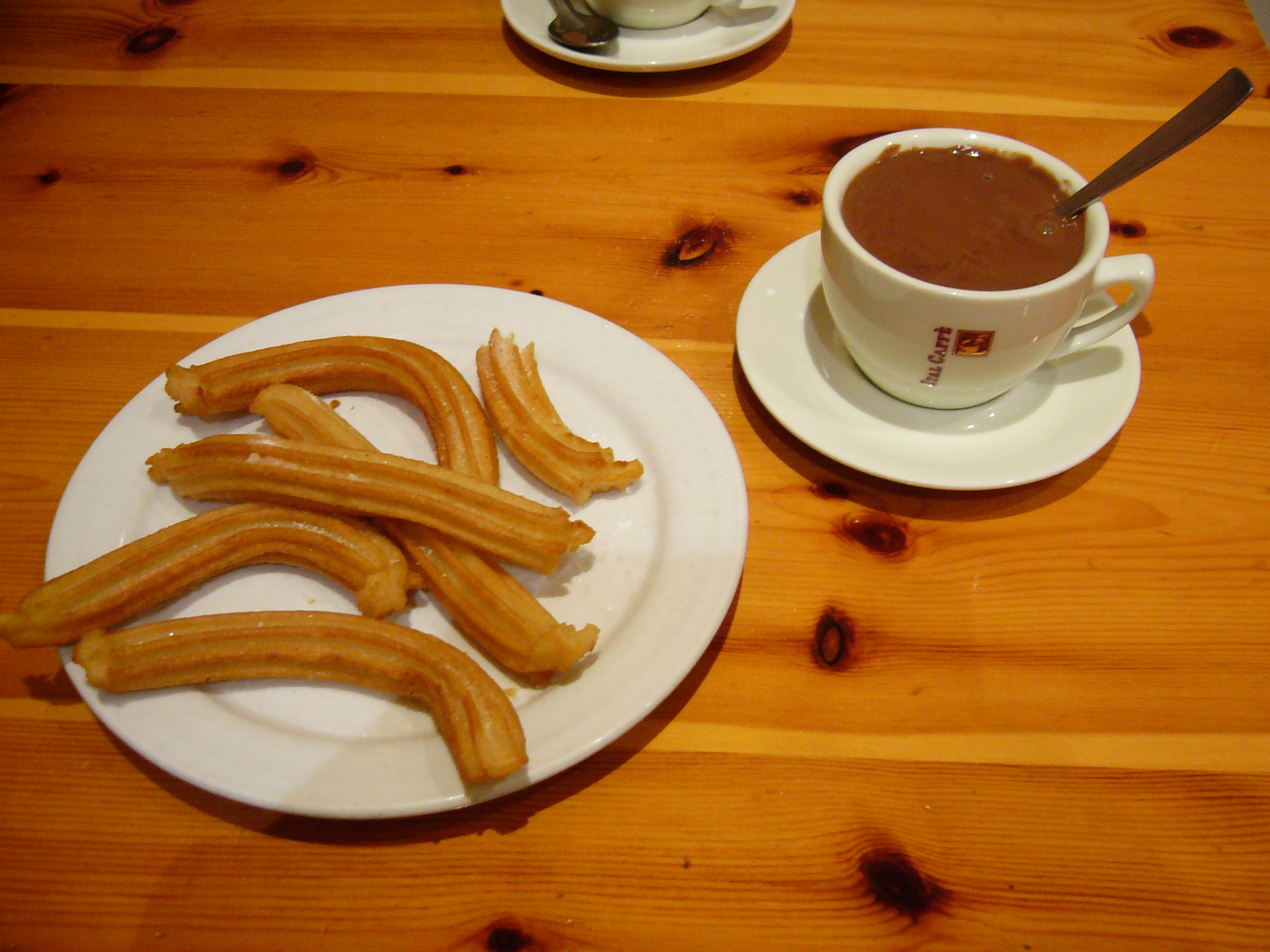
传统西班牙热巧克力，搭配西班牙油条。

在欧洲大陆，尤其是西班牙和意大利，由于使用了等增稠的材料，热巧克力通常十分浓厚。意大利的“cioccolata calda”便是欧洲一种粘稠的热巧克力。在西班牙，熱巧克力和西班牙油条是工人的傳統早餐。這種西班牙式的熱巧克力很濃，有布丁的黏稠度。
热巧克力在荷兰也是十分流行的饮料，其名为“warme chocolademelk”，人们通常在家中或咖啡店中饮用热巧克力。法国的热巧克力常常在早餐时间供应，有时巧克力中会浸入涂抹了黄油、果酱、蜂蜜或能多益的面包条。
在德国，使用融化的巧克力制作的热巧克力与使用粉末制作的热巧克力是不同的。热巧克力上常铺有奶油。
欧洲还存在更多热巧克力的变种。若客人于比利时的咖啡馆中点一杯或，热牛奶和苦巧克力豆将分别呈上，由客人自行调配。维也纳式变种则使用蛋黄增稠。

### 北美洲

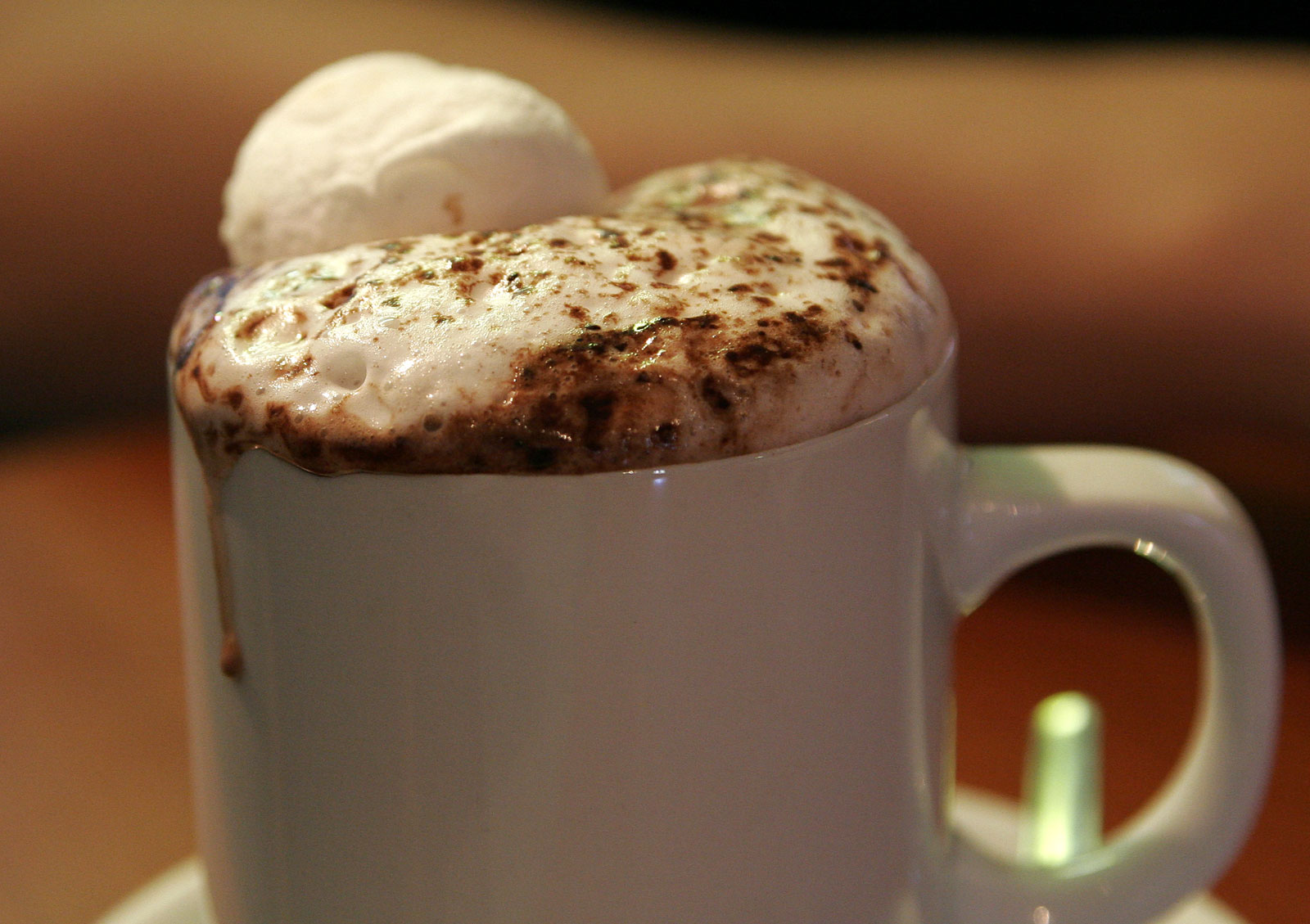
热巧克力与棉花糖。

美国和加拿大流行的热巧克力制作简单，将包含可可粉、糖、奶粉的混合粉末加入热水或牛奶中即可。这种热巧克力的变种较稀且甜，可搭配棉花糖、奶油或一块固态巧克力。17世纪，荷兰人将热巧克力带到北美洲，但1775年起殖民者才开始销售热巧克力。传统上，美国人喜欢在寒冷的冬天饮用热巧克力。
热巧克力与浓缩咖啡或咖啡调配而成的饮料在美国也受到欢迎，称作摩卡咖啡。这一名称源自也门小镇摩卡，该地种植着一种名为“摩卡”的咖啡。此外，添加了香料的传统热巧克力也重新在美国出现，受到巧克力品鉴家的欢迎。
热巧克力还是墨西哥流行的国民饮料，其包含牛奶巧克力、肉桂、糖以及香荚兰。这种热巧克力一般以圆形或六边形片剂售卖，能溶于热牛奶、水或奶油，混合后会产生一层奶油色的泡沫。1942年，一篇《芝加哥论坛报》的文章描述道，饮用墨西哥肉桂热巧克力时常常搭配各式墨西哥甜味油酥糕点，如甜面包和西班牙油条。

### 南美洲
哥伦比亚的热巧克力使用特质容器chocolatera来盛装，并用木质搅拌棒molinillo来制作。哥伦比亚人通常在早餐时享用热巧克力，并搭配面包以及新鲜柔软的农场芝士。类似地，厄瓜多尔的热巧克力也同样在饮料顶端放有芝士。
在秘鲁，圣诞节时南半球的夏季已经开始，但人们依然会在早餐时间饮用热巧克力，同时食用意大利。另外，许多秘鲁人会将巧克力酱加入饮料中。阿根廷的也是一种巧克力饮料，将巧克力棒和糖加入沸腾的牛奶中制成。

### 亚洲

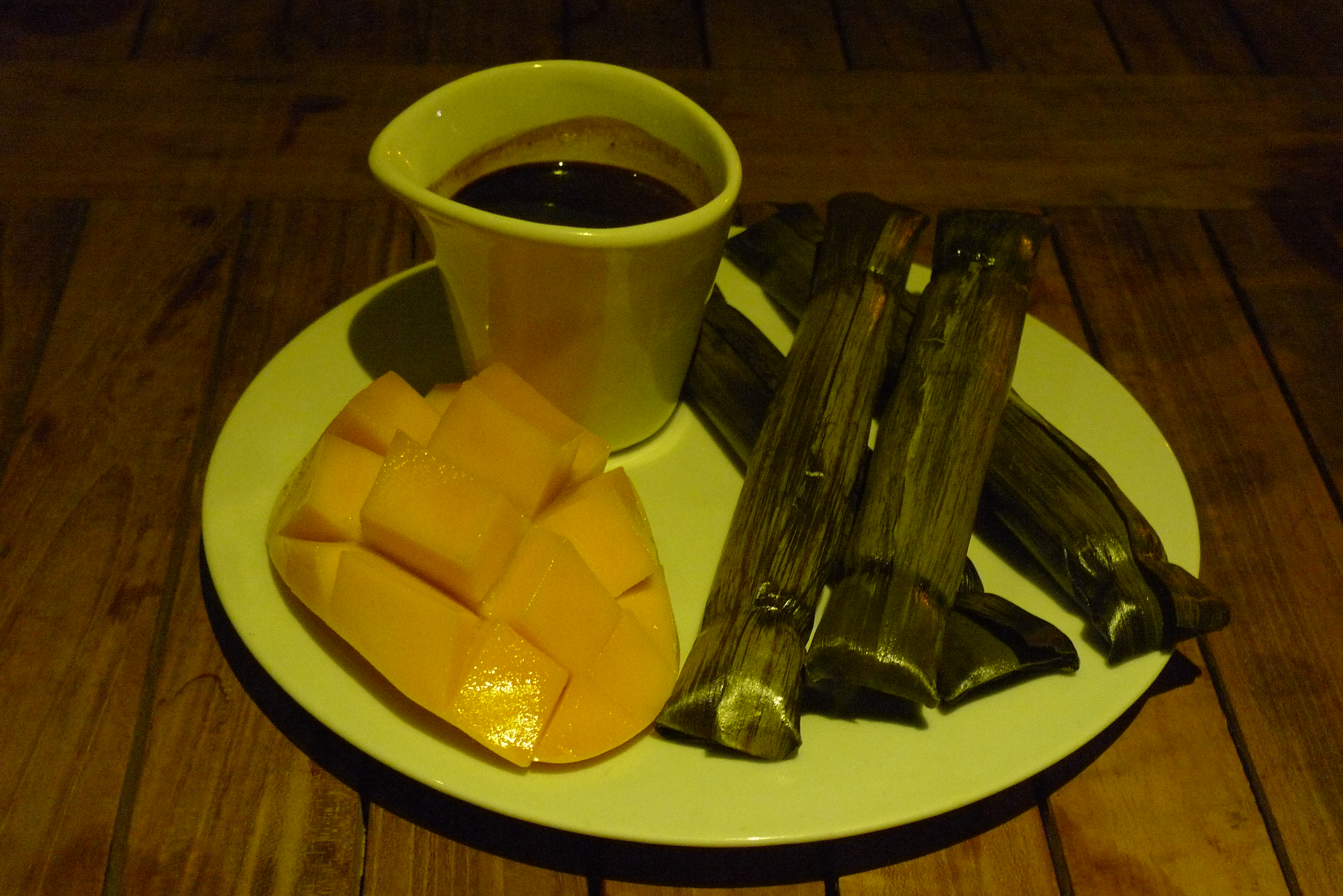
菲律宾的巧克力饮料“tsokolate”，搭配椰汁糯米甜品苏曼 (食物)和吕宋芒。

菲律宾当地的巧克力饮料称作“tsokolate”，由研磨烤可可豆制成的巧克力豆“tabliya”（又称“tablea”）冲泡水或牛奶而成。与南美洲和西班牙版本类似，都是用chocolatera以及molinillo来制作，因此泡沫较多。Tsokolate通常会放黑糖，有一种独特的粗糙口感。
Tsokolate在邦板牙语中称作“suklati”、马京达瑙语中称作“sikulate”、米沙鄢语支中称作“sikwate”或“sikuwate”，都源自西班牙语词汇“chocolate”。
Tsokolate通常搭配菲律宾传统米糕“kakanin”或面包“pandesal”饮用。圣诞节时最受欢迎。

## 健康影响
虽然热巧克力通常作为饮料饮用，但其也可能对健康有正面影响。2003年，康奈尔大学研究发现可可含有大量抗氧化剂，或能帮助抵御癌症。16世纪至19世纪，热巧克力除了充当饮料外也用作药物。
探险家弗朗西斯科·埃尔南德斯（Francisco Hernández）记录道，巧克力饮料能用于治疗发热和肝病。另一位探险家圣地亚哥·德·巴尔韦尔德·特里希思（Santiago de Valverde Turices）认为，饮用大量热巧克力有助治疗肺部疾病，饮用少量则能治疗胃病。17世纪，巧克力被引进法国时，报道称其可用于“对抗愤怒和坏脾气”，这种功效可能与巧克力中的苯乙胺成分有关。
巧克力最初流行时受到天主教派的抵制。其为液体饮料，不能用于破斋。有人认为，咖啡是对身体好但伤害心神的饮料，巧克力则可以滋润人的潜能，所以可以饮用巧克力来恢复咖啡造成的伤害。
另一方面，由于一些热巧克力饮品含有大量糖、氢化食用油和脂肪，它也可能对健康造成负面影响。
某些产品广告声称睡前饮用热巧克力有助于睡眠。但有人认为，巧克力含有咖啡因，因而不利于睡眠。不过其含量较低，一份热巧克力约有10毫克咖啡因，为咖啡的十分之一。

### 正面影响

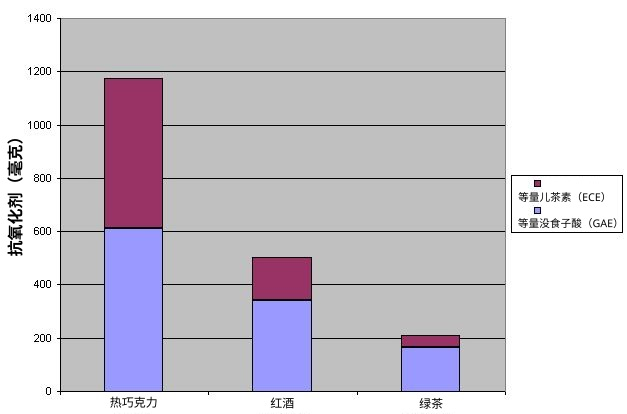
热巧克力、红酒和绿茶中的抗氧化剂含量

研究表明饮用热巧克力对健康有正面影响。康奈尔大学一项研究显示，热巧克力比红酒、绿茶含有更多的抗氧化剂，能降低心脏疾病的风险。研究人员发现，一份热巧克力中含有611毫克等量没食子酸（GAE）和564毫克等量儿茶素（ECE），而红酒中含有340毫克GAE、163毫克ECE，绿茶则含有165毫克GAE、47毫克ECE。康奈尔大学教授、主导这项研究的研究员表示，巧克力饮料加热时会释放大量抗氧化剂。
制作热巧克力所使用的可可豆含有黄酮类化合物，其对动脉血管健康有益。一项由玛氏食品支持、美国国立卫生研究院进行的研究显示，饮用富含黄烷醇的可可饮料后血液流动改善。研究中，实验对象（27名年龄介于18至72岁之间的成人）每天饮用含有900毫克黄烷醇的可可饮料，持续五天，最终发现“血液流动以及血管附近内皮细胞的功能显著改善”。此外，也有研究表明，妇女长期摄取富含黄烷醇的可可能减轻紫外线照射带来的红疹并改善皮肤状况。
布莱根妇女医院及哈佛医学院教授诺曼·K·霍伦伯格（Norman K. Hollenberg）主导的进一步研究发现，黄烷醇有助血管舒张、防止血小板聚集于血管壁。热巧克力中的黄烷醇可以抵御自由基对血管壁的伤害，还被认为可以平衡类花生酸的水平，对心血管健康有正面影响。

### 负面影响
热巧克力也可能对健康有一些负面影响。对于不同种类的热巧克力，其影响类型和程度也不同。使用牛奶制成的热巧克力含有牛奶中的糖类。即食可可粉则通常添加额外的食糖。一些品牌还含有氢化食用油和脂肪，其中最常见的是椰子油衍生物。这些人工食用油可能提高血液内低密度脂蛋白的含量，同时降低高密度脂蛋白的含量，进而提高心脏病发生的风险。

## 延伸阅读
- Morton, Frederic（英语：Frederic Morton）; Morton, Marcia (1986). Chocolate, an Illustrated History. Crown Publishers. ISBN 0-517-55765-7.
- Turback, Michael (2005). Hot Chocolate. Ten Speed Press. ISBN 1-58008-708-6.